# جزيرة دوشك
جزيرة دوشك جزيرة سعودية وإحدى الجزر الواقعة في أرخبيل فرسان في البحر الأحمر وهي ذات مساحة صغيرة حيث تقدر بحوالي 1,6 كيلو متر مربع. تقع الجزيرة جنوب جزيرة فرسان، إلى الجنوب الغربي من جزيرة قماح وإلى الشمال الشرقي من جزيرة زفاف.